# Převýšov
Převýšov är en ort i Tjeckien. Den ligger i den centrala delen av landet, 70 km öster om huvudstaden Prag. Převýšov ligger 229 meter över havet och antalet invånare är 342.
Terrängen runt Převýšov är platt. Runt Převýšov är det ganska tätbefolkat, med 139 invånare per kvadratkilometer. Närmaste större samhälle är Přelouč, 16,3 km sydost om Převýšov. Omgivningarna runt Převýšov är en mosaik av jordbruksmark och naturlig växtlighet.